# Nacional Táchira
Nacional Táchira Fútbol Club jest wenezuelskim klubem piłkarskim z siedzibą w mieście San Juan de Colón, leżącym w stanie Táchira.

## Osiągnięcia
- Mistrz Wenezueli: 2001/2002
- Mistrz drugiej ligi wenezuelskiej: 1996/1997

## Historia
Założony w roku 1996 klub awansował do najwyższej ligi wenezuelskiej już w rok po założeniu, czyli w 1997 roku, a pięć lat później sięgnął po tytuł mistrza kraju. Jednak w rok po swym największym sukcesiej klub popadł w finansowe tarapaty i zmuszony był wycofać się z rozgrywek pierwszoligowych. Oczywiście oznaczało to spadek z ligi.